# Andreiașu de Jos
Andreiașu de Jos là một xã thuộc hạt Vrancea, România. Dân số thời điểm năm 2002 là 2008 người.